# KSR-2

KSR-2

KSR-2（Korean Sounding Rocket-2）は大韓民国の観測ロケット。韓国航空宇宙研究院によって開発された。KSR-1の後継機で、二段式固体燃料ロケット。1997年7月9日と1998年6月11日に打ち上げられた。KSR-1と同様、搭載された紫外線放射計で、朝鮮半島上空の成層圏のオゾン分布を垂直に計測した。1998年に退役。

## 性能
- ペイロード: 150 キログラム
- 高度: 160 キロメートル
- 推力: 86 キロニュートン（8.8 tf）
- 重量: 2,000 キログラム
- 直径: 0.42 メートル
- 長さ: 11.04 メートル